# Lista do Patrimônio Mundial no México
A Organização das Nações Unidas para a Educação, a Ciência e a Cultura (UNESCO) propôs um plano de proteção aos bens culturais do mundo, através do Comité sobre a Proteção do Património Mundial Cultural e Natural, aprovado em 1972. Esta é uma lista do Patrimônio Mundial existente no México, especificamente classificada pela UNESCO e elaborada de acordo com dez principais critérios cujos pontos são julgados por especialistas na área. O México, país de dimensões continentais que abriga um vasto legado natural e cultural das culturas asteca e maia, ratificou a convenção em 23 de fevereiro de 1984, tornando seus locais históricos elegíveis para inclusão na lista.
Os sítios Sian Ka'an, Cidade Pré-Hispânica e Parque Nacional de Palenque, Centro Histórico da Cidade do México e Xochimilco, Cidade Pré-hispânica de Teotihuacán, Centro Histórico de Oaxaca e Sítio Arqueológico de Monte Albán e Centro Histórico de Puebla foram os primeiros locais do México incluídos na lista do Patrimônio Mundial da UNESCO por ocasião da 11.ª Sessão do Comitè do Património Mundial, realizada em Paris (França) em 1987. Desde a mais recente adesão à lista, o México - país da América Latina com maior número de locais listados - totaliza 34 sítios classificados como Patrimônio da Humanidade, sendo 27 deles de classificação Cultural, 6 de classificação Natural e 1 de classificação Mista.

## Bens culturais e naturais
O México conta atualmente com os seguintes lugares declarados como Patrimônio da Humanidade pela UNESCO:
| | Sian Ka'an |
| Bem natural inscrito em 1987. |            |
| Localização: Quintana Roo |            |
| Na língua dos povos maias que povoavam então a região, Sian Ka'an significa "origem do céu". Situada na costa oriental da Península de Iucatã, esta reserva de biosfera abriga bosques tropicais, manguezais, marismas e uma vasta zona marinha cortada por um arrecife. Abrange uma flora de grande riqueza e sua fauna compreende mais de 300 espécies de pássaros e um grande números de vertebrados terrestres característicos da região, que coexistem no meio diversificado resultante do complexo sistema hidrológico do sítio. (UNESCO/BPI) |            |

| | Cidade Pré-Hispânica e Parque Nacional de Palenque |
| Bem cultural inscrito em 1987. |                                                    |
| Localização: Chiapas |                                                    |
| Exemplo eminente de santuário maia da era clássica, Palenqe alcançou seu apogeu entre os séculos VI e VIII e exerceu grande influência em toda a bacia do rio Usumacinta. A elegância e qualidade técnica de suas construções, assim como a delicadeza dos relevos esculpidos em temas mitológicos, servem de testemunha ao gênio criativo da civilização maia. (UNESCO/BPI) |                                                    |

| | Centro Histórico da Cidade do México e Xochimilco |
| Bem cultural inscrito em 1987. |                                                   |
| Localização: Cidade do México |                                                   |
| Construída por espanhóis no século XVI sobre as ruínas de Tenochtitlán, a antiga capital asteca, a Cidade do México é hoje uma das maiores e mais povoadas capitais do mundo. Além dos vestígios de cinco templos astecas localizados até o momento, a cidade possui a maior catedral católica do continente e belos edifícios públicos dos séculos XIX e XX. Situado a 28 quilômetros ao sul do México central, o sítio de Xochimilco com suas redes de canais e ilhas artificiais constitui um exemplo excepcional dos trabalhos dos astecas ao construir um habitat em um meio hostil ao ser humano. As estruturas urbanas e rurais criadas a partir do século XVI durante o período colonial foram admiravelmente conservados. (UNESCO/BPI) |                                                   |

| | Cidade Pré-hispânica de Teotihuacán |
| Bem cultural inscrito em 1987. |                                     |
| Localização: México |                                     |
| Situada a cerca de 50 km da Cidade do México, a cidade sagrada de Teotihuacán – "lugar onde foram criados os deuses" - foi erguida entre os séculos I e VII. Singular por seus monumentos de vastas dimensões, em particular as Pirâmides do Sol e da Lua e o Templo de Quetzalcóatl, que por sua vez estão dispostos em traçado geométrico e simbólico. Esta cidade foi um dos centros culturais e artísticos mais importantes da Mesoamérica e sua influência superou amplamente os confins da região circunvizinha. (UNESCO/BPI) |                                     |

| | Centro Histórico de Oaxaca e Sítio Arqueológico de Monte Albán |
| Bem cultural inscrito em 1987. |                                                                |
| Localização: Juárez |                                                                |
| Este local foi habitado sucessivamente por olmecas, zapotecas e mixtecas durante quinze séculos. As terraplanagens, diques, canais, pirâmides e montículos artificiais do Monte Albán foram literalmente escavados na montanha e são símbolos de uma topografia sagrada. Situada em suas cercanias, a cidade de Oaxaca de Juárez com seu traçado ortogonal constitui uma excelente mostra do urbanismo colonial espanhol. A solidez e volume de seus edifícios, verdadeiras obras de arte da arquitetura testificam que sua construção se adaptou às características sísmicas da região. (UNESCO/BPI) |                                                                |

| | Centro Histórico de Puebla |
| Bem cultural inscrito em 1987. |                            |
| Localização: Puebla |                            |
| Situada a cerca de 100 km leste do México Central, aos pés do vulcão Popocatépetl, a cidade de Puebla foi fundada em 1531. Têm conservado seus grandes edifícios religiosos, como a catedral que data dos séculos XVI e XVII, palácios magníficos, como o do arcebispado, e um grande número de casas com paredes revestidas de azulejos. O bairro barroco da cidade é único em seu gênero, devido à adaptação local dos novos conceitos estéticos surgidas da fusão entre os estilos arquitetônicos e artísticos da Europa e América. (UNESCO/BPI) |                            |

| | Cidade Histórica de Guanajuato e minas adjacentes |
| Bem cultural inscrito em 1988. |                                                   |
| Localização: Guanajuato |                                                   |
| Fundada por espanhóis no início do século XV, esta cidade se converteu no primeiro centro mundial de extração de prata no século XVIII. Seu passado minerador foi eternizado nas "ruas subterrâneas" e o impressionante poço mineiro da "Boca del Infierno", que tem profundidade de 600 metros. A arquitetura e os elementos ornamentais dos edifícios barrocos e neoclássicos da cidade, construídos à raiz da prosperidade das minas, exerceram uma influência considerável nas construções de uma grande parte do México Central. As igrejas da Companhia de Jesus figuram entre os mais belos exemplares da arquitetura barroca da América Central e América do Sul. Guanajuato foi também protagonista de acontecimentos que mudaram os rumos da história do México. (UNESCO/BPI) |                                                   |

| | Cidade Pré-hispânica de Chichén Itzá |
| Bem cultural inscrito em 1988. |                                      |
| Localização: Iucatã |                                      |
| Esta cidade sagrada foi um dos centros mais importantes da civilização maia na Península de Iucatã. Ao longo de seus quase mil anos de história, diversos povos marcaram-na com seu estilo. Os maias e toltecas deixaram inscrita sua visão de mundo e do universo em seus monumentos de pedra e obras de arte. A fusão das técnicas de construção maias com novos elementos procedentes do México Central fazem de Chichén-Itzá um dos mais importantes exemplos da civilização maia-tolteca de Iucatã. Entre os edifícios que sobrevivera ao passar do tempo figuram o Templo dos Guerreiros, o Templo de Kukulcán e o observatório astrológico circular conhecido como El Caracol. (UNESCO/BPI) |                                      |

| | Centro Histórico de Morelia |
| Bem cultural inscrito em 1991. |                             |
| Localização: Iucatã |                             |
| Construída no alto de uma colina no século XVI, Morelia oferece um exemplo excepcional de planificação urbanística na qual se fundem os conceitos do Renascimento espanhol com a experiência mesoamericana. Suas ruas, perfeitamente adaptadas às ladeiras da colina, conservam seu traçado primitivo. A história arquitetônica da cidade pode ser lida em seus mais de duzentos edifícios históricos. Construídos com a pedra de cor rosa característica da região, estes monumentos manifestam a magistral e eclética fusão do espírito medieval com elementos renascentistas, barrocos e neoclássicos. Morelia foi berço de vários personagens importantes da Independência do México e desempenhou um importante papel na história do país. (UNESCO/BPI) |                             |

| | Cidade Pré-hispânica de El Tajín |
| Bem cultural inscrito em 1992. |                                  |
| Localização: Veracruz |                                  |
| Situada no estado de Veracruz, a cidade de El Tajín alcançou seu apogeu entre os séculos IX e XIII, chegando a ser a mais importante do nordeste da Mesoamérica após a Queda de Teotihuacán. Sua influência cultural se expandiu por toda a região do golfo, penetrando também na região maia e nas altas planícies do México Central. Sua arquitetura é única em toda a Mesoamérica e se caracteriza pelos relevos extremamente elaborados das colunas e frisas. Na Pirâmide dos Nichos - considerada uma obra-prima da arquitetura antiga mexicana e americana - manifesta-se o significado astronômico e simbólico dos edifícios. El Tajín é um exemplo vivo e notável da grandeza e importância das culturas pré-hispânicas do México. (UNESCO/BPI) |                                  |

| | Santuário de Baleias de El Vizcaíno |
| Bem natural inscrito em 1993. |                                     |
| Localização: Baja California Sur |                                     |
| Situado na parte central da Península da Baixa Califórnia, este sítio abriga ecossistemas de valor excepcional. As lagoas costeiras de Ojo de Liebre e San Ignacio são lugares excelentes para a reprodução e invernada de baleias-cinzentas, focas, cavalos-marinhos e baleias azuis. Essas lagoas abrigam também quatro espécies de tartarugas marinhas em risco de extinção. (UNESCO/BPI) |                                     |

| | Centro Histórico de Zacatecas |
| Bem cultural inscrito em 1993. |                               |
| Localização: Zacatecas |                               |
| A cidade de Zacatecas, foi fundada em 1546, pouco após a descoberta de uma rica reserva de prata, e prosperou graças a exportação deste metal precioso, alcançando seu apogeu nos séculos XVI e XVII. Edificada na recortada ladeira de um estreito vale, o panorama que oferece é uma beleza impressionante. Conserva numerosos edifícios antigos, tanto religiosos como civis, dominados pela silhueta da catedral, construída entre 1730 e 1760. Este templo é uma obra arquitetônica excepcional pela harmonia de seu traçado e a profunda ornamentação barroca de suas fachadas, nas quais se combinam motivos decorativos europeus e indígenas. (UNESCO/BPI) |                               |

| | Pinturas Rupestres da Serra de São Francisco |
| Bem cultural inscrito em 1993. |                                              |
| Localização: Baja California Sur |                                              |
| Situada na reserva de El Vizcaíno (Baja California Sur), a Serra de São Francisco foi entre os séculos I a.C. e XIV d.C. o local de assentamento de um povo, hoje desaparecido, que nos legou um dos mais notáveis conjuntos de pinturas rupestres do mundo. Mantidos em admirável estado de conservação devido ao clima seco e difícil acesso ao local, estes conjuntos representam seres humanos e diversas espécies animais, assim como a relação do homem com o entorno. Expoentes de uma cultura sumariamente refinada, as pinturas constituem por sua composição, dimensões, precisão de traços, variedade de cores e, sobretudo, por sua abundância, um testemunho excepcional de uma tradição artística única em seu gênero. (UNESCO/BPI) |                                              |

| | Primeiros Mosteiros do Século XVI nas Encostas do Popocatépetl |
| Bem cultural inscrito em 1994, estendido em 2021. |                                                                |
| Localização: Morelos / Puebla |                                                                |
| Localizado ao sudeste da Cidade do México, nas encostas do Popocatépetl, este sítio abrange catorze monastérios em perfeito estado de conservação. Estes edifícios são representantes do modelo arquitetônico adotado pelos primeiros missionários - franciscanos, dominicanos e agostinianos - que evangelizaram as populações indígenas no século XVI. São também um exemplo de uma nova visão da arquitetura, na qual os espaços abertos tomam uma nova importância. Esse modelo exerceu uma grande influência sobre todo o território do México e até além de suas fronteiras. (UNESCO/BPI) |                                                                |

| | Cidade Pré-hispânica de Uxmal |
| Bem cultural inscrito em 1996. |                               |
| Localização: Iucatã |                               |
| Situada em Iucatã, a cidade maia de Uxmal foi fundada em cerca de 700 e chegou a abrigar cerca de 25 mil habitantes. A disposição e seus edifícios, construído entre os anos de 700 e 1000, demonstra os conhecimentos astronômicos dos maias. O edifício batizado pelos espanhóis como Pirâmide do Adivinho domina o centro cerimonial, integrado por monumentos de impecável traçado e ricamente ornamentados por motivos simbólicos e esculturas de Chaac, a divindade das chuvas. Os locais cerimoniais de Uxmal, Kabáh, Labná e Sayil marcam o apogeu artístico e cultural maia. (UNESCO/BPI) |                               |

| | Zona de Monumentos Históricos de Querétaro |
| Bem cultural inscrito em 1996. |                                            |
| Localização: Querétaro |                                            |
| A histórica cidade colonial de Santiago de Querétaro oferece a singularidade de ter conservado seu núcleo indígena de vias serpejantes junto aos bairros traçados pelos conquistadores espanhóis. Otomis, tarascos, chichimecas e espanhóis conviveram pacificamente nesta cidade, reputada por seus inúmeros edifícios civis e religiosos em estilo barroco, profundamente ornamentados, que datam de sua idade áurea (séculos XVII e XVIII). (UNESCO/BPI) |                                            |

| | Hospício Cabañas, Guadalajara |
| Bem cultural inscrito em 1997. |                               |
| Localização: Jalisco |                               |
| O Hospício Cabañas foi criado no início do século XIX para prover cuidados e oferecer abrigo a todo tipo de desamparados, quer fossem órfãos, idosos ou inválidos. O conjunto arquitetônico é único em seu estilo porque, diferentemente dos centros análogos de sua época, apresente uma série de elementos absolutamente originais, especialmente concebidos para satisfazer as necessidades dos asilados. São especialmente notáveis a simplicidade de seu traçado e suas dimensões, assim como a harmonia entre os edifícios e os espaços ao ar livre. No início do século XX, a capela foi ornamentada com um conjunto de afrescos de José Clemente Orozco, um dos grandes muralistas mexicanos do período. Estas pinturas são consideradas atualmente como uma obra de arte do país. (UNESCO/BPI) |                               |

| | Zona Arqueológica de Paquimé, Casas Grandes |
| Bem cultural inscrito em 1998. |                                             |
| Localização: Chihuahua |                                             |
| Paquimé (Casas Grandes) desempenhou um papel-chave nas relações comerciais e culturais entre a cultura pueblo - que se estendia pelo sudoeste do atual Estados Unidos e pelo norte do México atual - e as civilizações mais avançadas da Mesoamérica. Alcançou seu apogeu nos séculos XIV e XV. Os numerosos vestígios deste local, ainda não totalmente escavado, atestam a vitalidade de uma cultura perfeitamente adaptada ao meio ambiente e o entorno econômico, que desapareceu abruptamente na era da Conquista do México pelos espanhóis. (UNESCO/BPI) |                                             |

| | Zona de Monumentos Históricos de Tlacotalpan |
| Bem cultural inscrito em 1998. |                                              |
| Localização: Veracruz |                                              |
| Banhada pelo Golfo do México, a cidade portuária fluvial de Tlacotalpán foi fundada por espanhóis em meados do século XVI. Conservou admiravelmente seu traçado urbano da época colonial com ruas estreitas, casas colunadas de uma grande variedade de estilos e cores, e numerosas árvores de veneráveis idades que ornamentam os espaços públicos e os jardins privados. (UNESCO/BPI) |                                              |

| | Cidade Histórica Fortificada de Campeche |
| Bem cultural inscrito em 1999. |                                          |
| Localização: Campeche |                                          |
| Campeche é uma cidade portuária caribenha da era da colonização espanhola. Seu centro histórico conserva as muralhas e o sistema de fortificações criado para protegê-la de ataques navais. É modelo da urbanização de um povo colonial barroco, uma vez que o planejamento de suas ruas e dos muros defensivos que cercam seu centro histórico refletem a influência da arquitetura militar no Caribe. O sistema de fortificações de Campeche é um exemplo eminente da arquitetura militar dos séculos XVII e XVIII, sendo parte de uma sistema defensivo global concebido pelos espanhóis para proteger os portos do Mar do Caribe de ataques de piratas. (UNESCO/BPI) |                                          |

| | Zona de Monumentos Arqueológicos de Xochicalco |
| Bem cultural inscrito em 1999. |                                                |
| Localização: Morelos |                                                |
| Xochicalco é um exemplo de centro político, religioso e comercial fortificado, característico do turbulento período compreendido entre os anos de 650 e 900, seguintes à queda dos grandes centros políticos mesoamericanos - como Teotihuacán, Monte Albán, Palenque e Tikal. O estado de conversação de seus monumentos é excepcional. (UNESCO/BPI) |                                                |

| | Antiga Cidade Maia de Calakmul, Campeche |
| Bem cultural inscrito em 2002. |                                          |
| Localização: Campeche |                                          |
| Situada na região centro-meridional da Península de Iucatã, ao sul do México, inclui os vestígios da importante cidade maia de Calakmul, situada no mais interior da selva tropical das Terras Baixas mexicanas. A cidade desempenhou um papel principal na história da região por mais de doze séculos. Suas imponentes esculturas e traçado global característico mantém-se em estado admirável de conservação e oferecem uma vívida imagem do que era a vida em uma antiga capital maia. Calakmul abriga também um importante santuário de biodiversidade mesoamericano, que por seu tamanho, é o terceiro maior ponto quente do planeta e reúne todos os ecossistemas tropicais e subtropicais existentes desde o México central até o Canal do Panamá. (UNESCO/BPI) |                                          |

| | Missões Franciscanas na Sierra Gorda de Querétaro |
| Bem cultural inscrito em 2003. |                                                   |
| Localização: Querétaro |                                                   |
| As igrejas franciscanas deste sítio foram edificadas em meados do século XVIII, durante a última fase da evangelização do interior do México e se converteu em um elemento de referência para o processo de evangelização na Califórnia, Arizona e Texas. Suas fachadas ricamente ornamentadas oferecem um interesse particular por serem exemplo do trabalho criativo conjunto dos índios e missionários. Os povoados rurais criadas nas cercanias das missões conservaram seu caráter autônomo. (UNESCO/BPI) |                                                   |

| | Casa-estúdio de Luis Barragán |
| Bem cultural inscrito em 2004. |                               |
| Localização: Cidade do México |                               |
| Construída em 1948 nos subúrbios da Cidade do México, a casa-estúdio do arquiteto Luis Barragán constitui um exemplo excepcional da obra criadora deste eminente artistas durante o período seguinte à Segunda Guerra Mundial. O edifício de concreto armado, cuja superfície totaliza 1.161 m², consiste em um pavimento térreo e dois pavimentos superiores, assim como um pequeno jardim privativo. A obra de Barragán integra elementos modernos e tradicionais em uma nova síntese, que têm exercido uma grande influência, especialmente no design contemporâneo de jardins, praças e paisagens. (UNESCO/BPI) |                               |

| | Ilhas e Áreas Protegidas do Golfo da Califórnia |
| Bem natural inscrito em 2005. |                                                 |
| Localização: Baja California Sur / Baja California / Sonora / Sinaloa / Nayarit |                                                 |
| Este sítio do noroeste mexicano abriga 244 ilhas, ilhotas e zonas litorânea do Golfo da Califórnia. O Mar de Cortés e suas ilhas são um laboratório natural para o estudo da especiação e conhecimento dos processos de evolução oceânica e costeira, já que quase todos eles se dão em suas áreas. O sítio inscrito é uma beleza excepcional e oferece paisagens espetaculares, nas quais a ofuscante luz do deserto e as águas de cor turquesa ressaltam os penhascos íngremes das ilhas e as praias arenosas. Abriga mais de 695 espécies botânicas e 891 ictológicas, das quais 90 são endêmicas. O número de espécies vegetais é muito superior ao registrado nos demais sítios insulares e marinhos inscritos por todo o mundo. Ainda assim, este sítio abriga entre 39% e 33% do total mundial de espécies de mamíferos marinhos e cetáceos, respectivamente. (UNESCO/BPI) |                                                 |

| | Paisagem de Agave e Antigas Instalações Industriais de Tequila |
| Bem cultural inscrito em 2003. |                                                                |
| Localização: Jalisco |                                                                |
| Situado entre o sopé do vulcão de Tequila e o profundo Vale do Rio Grande, este sítio se estende por uma superfície de 34,658 hectares e forma parte de uma vasta paisagem de cultivo de agave-azul, uma planta em uso desde o século XVI para produção de tequila e, há pelo menos 2 mil anos, para produção de bebidas fermentadas e confecção de roupa devido às suas fibras têxteis. Dentro desta zona paisagística estão em atividade as destilarias de tequila que são um expoente do aumento do consumo internacional desta bebida alcoólica ao longo dos séculos XIX e XX. Hoje em dia, considera-se o cultivo de agave um elemento intrínseco da identidade nacional mexicana. O sítio abrange a paisagem configurada pelos campos onde se cultiva o agave-azul e os assentamentos urbanos de Tequila, Arenal e Amatitlán, que possuem grandes destilarias onde se fermenta a pinha da planta para fabricação de álcool. Também abrange zonas de vestígios arqueológicos de cultivos em terraços, moradias, templos, túmulos cerimoniais e quadras de bola que constituem um testemunho da cultura de Teuchitlán, predominante na região de Tequila entre os anos 200 e 900 de nossa era. (UNESCO/BPI) |                                                                |

| | Campus Central da Cidade Universitária da Universidade Nacional Autónoma do México |
| Bem cultural inscrito em 2007. |                                                                                    |
| Localização: Cidade do México |                                                                                    |
| Edificado entre 1949 e 1952, o campus central da Universidade Nacional Autónoma de México (UNAM) é composto por um conjunto de edifícios, instalações esportivas e espaços abertos situado na zona sul da capital mexicana. O projeto de sua construção foi executado por mais de 60 arquitetos, engenheiros e artistas plásticos. O resultado foi a criação de um monumental conjunto exemplar do modernismo do século XX que integra o urbanismo, a arquitetura, a engenharia, o paisagismo e as belas artes, associando todos estes elementos com referências às tradições locais, e em particular ao passado pré-hispânico do México. O conjunto encarna valores sociais e culturais de transcendência universal e chegou a ser um dos símbolos mais importantes da modernidade na América Latina. (UNESCO/BPI) |                                                                                    |

| | Vale Tehuacán-Cuicatlán: habitat originário da Mesoamérica |
| Bem misto inscrito em 2018. |                                                            |
| Localização: Oaxaca |                                                            |
| O Vale de Tehuacán-Cuicatlán, parte da região mesoamericana, é a zona árida ou semi-árida com a biodiversidade mais rica de toda a América do Norte. Composta por três componentes, Zapotitlán-Cuicatlán, San Juan Raya e Purrón, é um dos principais centros de diversificação para a família dos cactos, que está criticamente em perigo em todo o mundo. O vale abriga as florestas mais densas de cactos colunares do mundo, moldando uma paisagem única que inclui também agaves, yuccas e carvalhos. Os vestígios arqueológicos demonstram desenvolvimentos tecnológicos e a domesticação precoce das culturas. O vale apresenta um excecional sistema de gestão de água de canais, poços, aquedutos e represas, o mais antigo do continente, que permitiu o surgimento de assentamentos agrícolas. (UNESCO) |                                                            |

## Lista indicativa
Em adição aos sítios inscritos na Lista do Patrimônio Mundial, os Estados-membros podem manter uma lista de sítios que pretendam nomear para a Lista de Patrimônio Mundial, sendo somente aceitas as candidaturas de locais que já constarem desta lista. Desde 2021, o México possui 21 locais na sua Lista Indicativa.
| Sítio                                                                      | Imagem | Localização                                       | Ano  | Dados UNESCO                              | Descrição |
| -------------------------------------------------------------------------- | ------ | ------------------------------------------------- | ---- | ----------------------------------------- | --- |
| Bosque, Colina e Castelo de Chapultepec                                    |        | Distrito Federal 9° 42' 10.61" N 99° 18' 27.68" O | 2001 | Cultural: (i)(iii)(iv)(vi)                | Com mais de 600 hectares, o Bosque de Chapultepec constitui uma das mais importantes reservas naturais da Cidade do México. Possui uma grande variedade de espécies animais e de árvores, incluindo carvalho, eucalipto e o ahuehuete, uma conífera mexicana. Há também várias formações geológicas, desde depósitos de areia até grutas e cavernas localizadas na própria colina.                                                                                                 |
| Igreja de Santa Prisca e seus arredores                                    |        | Guerrero                                          | 2001 | Cultural: (i)(iv)(vi)                     | A Igreja de Santa Prisca, juntamente com suas torres construídas em pedra rosada e sua cúpula com tijolos policromados, pode ser avistada de qualquer ponto de Taxco. Sua construção levou apenas sete anos, de 1751 a 1758, um tempo recorde para o século XVI. |
| Museu-Casa de Diego Rivera e Frida Kahlo                                   |        | Distrito Federal                                  | 2001 | Cultural: (i)(iv)(vi)                     | Esta propriedade inclui três prédios: duas casas-estúdio e um laboratório fotográfico, todos os três projetados e construídos pelo famoso artista mexicano Juan O'Gorman (1905-1982) para Diego Rivera, Frida Kahlo e Guillermo Kahlo, respectivamente. |
| Cidade Histórica de Álamos                                                 |        | Sonora                                            | 2001 | Cultural: (iv)(vi)                        | Esta cidade mineira foi fundada na segunda metade do século XVII e foi originalmente chamada de Real de la Limpia Conticepción ou Real de los Frailes por seus fundadores espanhóis. A cidade foi projetada de acordo com a topografia do terreno e suas ruas e vielas sinuosas permitem vistas atraentes de diferentes ângulos que complementam a arquitetura única do local. |
| Cidade Histórica de San Sebastián del Oeste                                |        | Jalisco                                           | 2001 | Cultural: (iv)(vi)                        | San Sebastián del Oeste foi fundada em 1605 durante o auge do ciclo de mineração do Império Espanhol nas Américas. Com a descoberta de minas de ouro na região, a cidade estabeleceu uma forte relação comercial e cultural com as localidades do entorno enquanto um dos principais centros urbanos da Nova Espanha. |
| Cidade Pré-hispânica de Cantona                                            |        | Puebla                                            | 2001 | Cultural: (iii)(iv)                       | Cantona foi uma grande cidade fortificada, construída em cerca de 50 d.C. sobre "terra ruim", um composto basáltico pleistoceno. A ausência de cimento ou argamassa em suas construções e a rede viária sofisticada em que as vias foram esculpidas diretamente em rocha vulcânica tornam Cantona uma cidade única em seu tipo. |
| Reserva da Biosfera de Banco Chinchorro                                    |        | Quintana Roo                                      | 2004 | Misto: (i)(ii)(iii)(iv)(vii)(viii)(ix)(x) | A Reserva da Biosfera de Banco Chinchorro está localizada no Mar do Caribe, a cerca de 30 quilômetros a leste da vila costeira de Mahahual, que é o ponto continental mais próximo. A área da reserva é separada da costa por um canal de 1.000 metros de profundidade e abriga recifes, três ilhéus rochosos e águas oceânicas adjacentes. Constitui um exemplar raro de complexo de recife na categoria de atol ou recife-plataforma.                                            |
| Área de Proteção da Flora e Fauna de Cuatro Ciénegas                       |        | Coahuila                                          | 2004 | Natural                                   | A área desta reserva estende-se essencialmente sobre a parte baixa e plana do Vale de Cuatrociénegas, a uma altitude de cerca de 740 metros acima do nível do mar; chegando a 2.100 metros de altitude na Sierra de la Madera, localizada na parte noroeste da reserva. Este vale inclui desfiladeiros, sulcos, planícies aluviais, colinas e uma importante área de dunas de gesso, únicas no gênero no México.                                                                   |
| Cidade Histórica - A Cidade Real das Onze Mil Virgens de Cosalá em Sinaloa |        | Sinaloa                                           | 2004 | Cultural: (ii)(iv)                        | Cosalá foi uma das cidades fundadas em meio ao clico aurífero hispânico da Nova Espanha, no século XVII. A cidade se tornou um importante entreposto comercial para as demais minas localizadas nas proximidades, abrigando a igreja local e os quartéis militares e edifícios administrativos da região. Ao longo dos anos, a cidade tornou-se um importante centro político até ser nomeada a capital da Província Ocidental (os atuais estados de Sonora e Sinaloa e Arizona).  |
| Rota Huichol pelos locais sagrados para Huiricuta (Tatehuari Huajuye)      |        | Nayarit                                           | 2004 | Misto:                                    | Os Huichóis, herdeiros das sociedades mesoamericanas, constituem um dos grupos indígenas que sobreviveram com grande vitalidade na América graças à topografia acidentada de seus territórios, à sua organização política descentralizada e à sua capacidade de adaptação ao ambiente histórico refletida por sua participação ativa na história do oeste do México. |
| Região Lacantún-Usumacinta                                                 |        | Puebla                                            | 2004 | Misto:                                    | É uma região de grande biodiversidade que abriga parte da Selva Lacandona – área de conservação prioritária -, e apresenta uma diversidade de condições físicas e biológicas que inclui ecossistemas de maciços continentais que geralmente não são encontrados em outros locais: florestas-de-várzeas e altas florestas virgens sempre verdes. |
| Tecoaque                                                                   |        | Tlaxcala                                          | 2004 | Cultural: (ii)(iii)(iv)                   | De acordo com vários estudos arqueológicos, o local atualmente conhecido como Tecoaque foi habitado pelos Acolhua, um dos três grupos étnicos que compunham o Império Asteca. A região é marcada por topografias diversas que foram superadas através da construção de grandes plataformas que se estendem por mais de 30 hectares de área urbana. |
| Valle de los Cirios                                                        |        | Baja California                                   | 2004 | Natural                                   | O Valle de los Cirios integra o cinturão desértico do Hemisfério Norte, localizado na parte central da península da Baixa Califórnia. Há colinas íngremes que pertencem à Sierra de San Borja e vales muito extensos como o de Montevidéu. Com uma altitude que varia de 200 a 1,400 metros, este vale possui solos de formação recente sem horizontes definidos (regossolos e litossolos) e solos antigos, típicos do deserto, compostos por camadas de argila, sal ou carbonato. |
| Cuetzalan e seu Entorno Histórico, Cultural e Natural                      |        | Puebla                                            | 2006 | Misto: (iii)(iv)(v)(viii)(ix)             | Cuetzalan foi fundada por missionários franciscanos em 1547, sendo um dos mais antigos povoamentos do México. A soma de condições naturais e humanas nesta região resultou na criação de um espaço cultural singular que reúne edifícios pré-hispânicos e de arquitetura barroca mexicana em vias irregulares além de um entorno natural impressionante. |
| Cidade Histórica de Izamal                                                 |        | Yucatán                                           | 2008 | Cultural: (iii)(iv)(vi)                   | Izamal é conhecida como a "Cidade da Colina" por possuir diversos vestígios arqueológicos localizados nas encostas de montanhas dentro de sua zona urbana. Estima-se que a totalidade das ruínas de construções pré-hispânicas poderia ocupar uma área de 10 km². |
| Los Petenes-Ría Celestún                                                   |        | Yucatán                                           | 2008 | Natural: (ix)(x)                          | A ecorregião de Los Petenes-Ría Celestún forma um corredor litorâneo de zonas húmidas em excelente estado de conservação. Este sistema forma uma área biogeográfica única no México, de grande valor ecológico por sua grande diversidade faunística e florística. |
| Las Pozas, Xilitla                                                         |        | Querétaro                                         | 2009 | Cultural: (i)(iii)                        | A propriedade indicada é marcada por um jardim tropical natural que gradualmente perdeu sua finalidade original ao longo do tempo. É uma floresta de montanha mesófila formada por flamboaiãs, mocoques (Tabebuia rosea) e jacarandás (palos de rosa). Samambaias gigantes estão entre as muitas outras espécies encontradas na região. |
| Arco del Tiempo do rio La Venta                                            |        | Chiapas                                           | 2010 | Misto: (iii)(vii)(viii)(x)                | A indicação denominada Arco del Tiempo del Río La Venta ("Arco do Tempo do rio La Venta"), está localizada em uma área de formações geológicas com mais de 87 mil anos, com relevos cársticos predominantes, devido à dissolução do calcário. Parte do rio La Venta é contornada por altas falésias, formando um cânion com paredes de calcário que atingem alturas superiores a 500 metros.                                                                                       |
| Las Labradas                                                               |        | Sinaloa                                           | 2012 | Cultural: (iii)(iv)(v)                    | A Zona Arqueológica de Las Labradas está localizada na costa do Oceano Pacífico, no noroeste do México, de frente para o Golfo da Califórnia. Encontra-se nos arredores de uma pequena vila de pescadores chamada Barras de Piaxtla, entre o estuário do rio El Yugo e o pântano salgado La Chicayota, 29 quilômetros ao norte da linha do Trópico de Câncer. |
| Anéis de Cenotes da Cratera de Chicxulub                                   |        | Yucatán                                           | 2012 | Natural: (viii)                           | A Cratera de Impacto de Chicxulub é uma formação geomorfológica que data do final da era Mesozoica, especificamente no final do Cretáceo nos limites com o Terciário, que foi produzida pelo impacto de um meteorito. |